# Segerstad, Karlstads kommun
Segerstad är en by i Segerstads socken i Karlstads kommun. Från 2015  till 2023  avgränsade SCB här en småort.